# Peršaja Liha 2022
La Peršaja Liha 2022 è stata la 32ª edizione della seconda serie del campionato bielorusso di calcio. La stagione è iniziata il 9 aprile 2022 ed è terminata il 12 novembre successivo.

## Stagione

### Novità
Al termine della passata stagione sono salite in massima serie Arsenal Dzjaržynsk e Belšyna. Non vi è stata alcuna retrocessione in Druhaja liha
Dalla Vyšėjšaja Liha 2021 è retrocesso solo lo Smarhon', poiché lo Spadarožnik Rėčica si è sciolto nel corso della scorsa stagione. Dalla Druhaja liha sono salite Astravec, Makslajn, Asipovičy e Maladzečna.
Al Krumkačy Minsk è stata negata la licenza nazionale, ed è ripartito dalla Druhaja liha.
Il Dnjapro Mahilëŭ è stato ripescato per rimpiazzare il Ruch Brėst (inizialmente partecipante alla Peršaja Liha, ha preferito ripartire dalla terza serie per motivi economici).

### Formula
Le tredici squadre si affrontano due volte, per un totale di ventiquattro giornate, più due turni di riposo.
Le prime due classificate, vengono promosse in Vyšėjšaja Liha 2023. La terza, invece, disputa uno spareggio promozione retrocessione con la terzultima classificata della Vyšėjšaja Liha 2022. Non sono previste retrocessioni Druhaja liha.

## Classifica finale
|  | Pos. | Squadra           | Pt | G  | V  | N | P  | GF | GS | DR  |
|  | ---- | ----------------- | -- | -- | -- | - | -- | -- | -- | --- |
|  | 1.   | Naftan            | 53 | 24 | 16 | 5 | 3  | 55 | 19 | +36 |
|  | 2.   | Smarhon'          | 52 | 24 | 16 | 4 | 4  | 46 | 27 | +19 |
|  | 3.   | Šachcër Petrykaŭ  | 45 | 24 | 13 | 6 | 5  | 69 | 20 | +49 |
|  | 4.   | Makslajn          | 41 | 24 | 12 | 5 | 7  | 45 | 34 | +11 |
|  | 5.   | Astravec          | 40 | 24 | 11 | 7 | 6  | 42 | 34 | +8  |
|  | 6.   | Ljakamatyŭ Homel' | 39 | 24 | 10 | 9 | 5  | 39 | 24 | +15 |
|  | 7.   | Volna Pinsk       | 36 | 24 | 10 | 6 | 8  | 44 | 35 | +9  |
|  | 8.   | Maladzečna        | 29 | 24 | 7  | 8 | 9  | 30 | 45 | -15 |
|  | 9.   | Orša              | 27 | 24 | 7  | 6 | 11 | 33 | 52 | -19 |
|  | 10.  | Lida              | 26 | 24 | 6  | 8 | 10 | 35 | 43 | -8  |
|  | 11.  | Slonim-2017       | 18 | 24 | 5  | 3 | 16 | 24 | 53 | -29 |
|  | 12.  | Asipovičy         | 13 | 24 | 3  | 4 | 17 | 21 | 53 | -32 |
|  | 13.  | Baranavičy        | 12 | 24 | 3  | 3 | 18 | 25 | 69 | -44 |

Legenda:
      Promossa in Vyšėjšaja Liha 2023.
   Ammesso allo spareggio promozione-retrocessione.
Note:
Tre punti a vittoria, uno a pareggio, zero a sconfitta.
La classifica viene stilata secondo i seguenti criteri:
- Punti conquistati
- Punti conquistati negli scontri diretti
- Partite vinte negli scontri diretti
- Differenza reti negli scontri diretti
- Reti realizzate negli scontri diretti
- Differenza reti generale
- Partite vinte
- Reti totali realizzate
- Sorteggio

## Spareggio promozione-retrocessione
Allo spareggio promozione-retrocessione viene ammessa la quattordicesima classificata in Vyšėjšaja Liha e la terza classificata in Peršaja Liha. Poiché la terza classificata (Šachcër Petrykaŭ) è la seconda squadra di una formazione già militante nella Vyšėjšaja Liha, allo spareggio è stata ammessa la quarta classificata (Makslajn).
|                    | Risultati |                    | Luogo e data                |
| ------------------ | --------- | ------------------ | --------------------------- |
| Arsenal Dzjaržynsk | 3 - 2     | Makslajn           | Haradzeja, 16 novembre 2022 |
| Makslajn           | 3 - 1     | Arsenal Dzjaržynsk | Rahačoŭ, 20 novembre 2022   |
|                    |           |                    |                             |

## Risultati
|                   | Asi  | Ast  | Bar  | Lid  | Lja  | Mal  | Mak  | Naf  | Orš  | Šac  | Slo  | Sma  | Vol  |
| ----------------- | ---- | ---- | ---- | ---- | ---- | ---- | ---- | ---- | ---- | ---- | ---- | ---- | ---- |
| Asipovičy         | –––– | 0-1  | 0-3  | 1-1  | 0-2  | 4-1  | 0-3  | 1-2  | 0-0  | 0-4  | 0-2  | 0-4  | 0-1  |
| Astravec          | 3-1  | –––– | 2-0  | 4-0  | 1-2  | 3-0  | 0-5  | 1-1  | 2-0  | 0-4  | 3-0  | 2-3  | 3-2  |
| Baranavičy        | 0-3  | 0-1  | –––– | 1-6  | 0-5  | 3-3  | 0-1  | 0-4  | 2-1  | 1-5  | 2-6  | 2-4  | 1-1  |
| Lida              | 1-1  | 0-0  | 5-2  | –––– | 0-1  | 1-1  | 4-2  | 0-3  | 1-2  | 2-1  | 1-0  | 1-3  | 1-0  |
| Ljakamatyŭ Homel' | 2-2  | 3-3  | 5-0  | 2-1  | –––– | 1-1  | 2-1  | 0-1  | 2-0  | 0-0  | 3-2  | 4-1  | 1-2  |
| Maladzečna        | 2-1  | 0-0  | 3-0  | 2-0  | 0-0  | –––– | 1-4  | 3-5  | 2-1  | 0-3  | 1-1  | 0-0  | 2-1  |
| Makslajn          | 1-0  | 2-2  | 4-2  | 3-3  | 0-0  | 0-2  | –––– | 0-4  | 0-0  | 1-0  | 3-1  | 3-1  | 3-1  |
| Naftan            | 4-0  | 3-0  | 2-1  | 2-2  | 3-2  | 3-1  | 2-3  | –––– | 5-0  | 1-1  | 1-0  | 2-0  | 0-1  |
| Orša              | 3-2  | 1-3  | 3-1  | 2-2  | 0-0  | 1-2  | 1-0  | 1-0  | –––– | 1-9  | 4-0  | 1-1  | 2-2  |
| Šachcër Petrykaŭ  | 4-2  | 4-2  | 0-0  | 4-1  | 3-0  | 6-0  | 0-0  | 2-2  | 6-0  | –––– | 2-3  | 4-0  | 1-2  |
| Slonim-2017       | 0-2  | 0-3  | 0-4  | 2-0  | 0-0  | 2-2  | 0-1  | 0-2  | 3-2  | 0-5  | –––– | 1-3  | 1-3  |
| Smarhon'          | 1-0  | 1-1  | 3-0  | 2-0  | 2-1  | 3-1  | 3-1  | 0-0  | 3-2  | 1-0  | 2-0  | –––– | 2-0  |
| Volna Pinsk       | 8-1  | 2-2  | 2-0  | 2-2  | 1-1  | 2-0  | 3-2  | 0-3  | 2-3  | 1-1  | 4-0  | 1-3  | –––– |